# Українсько-центральноафриканські відносини
Українсько-центральноафриканські відносини — відносини між Україною та Центральноафриканською Республікою.
Центральноафриканська Республіка визнала незалежність України 14 червня 1995 року. Країни встановили дипломатичні відносини 14 липня 1995.